# Guilty Melody
Pour plus de détails, voir Fiche technique et Distribution.
Guilty Melody est un film britannique réalisé par Richard Pottier et sorti en 1936.
Il existe une version française du film intitulée Le Disque 413 avec Jules Berry.

## Fiche technique
- Réalisation : Richard Pottier
- Scénario : G. F. Salmony d'après un roman de Hans Rehfisch[1]
- Musique : Nicholas Brodszky
- Image : Jan Stallich
- Durée : 75 minutes
- Date de sortie : 22 juillet 1936

## Distribution
- Don Alcaide : le duc de Mantoue
- Gitta Alpar : Marguerite Salvini
- Arty Ash : l'inspecteur Bartle
- Nils Asther : Galloni
- Coral Browne : Cecile
- Clifford Buckton : Policier
- Robert English : Inspecteur chef
- Ethel Griffies : Lady Rochester
- John Loder : Richard Carter